# Zagato Zele
Zagato Zele – elektryczny mikrosamochód produkowany przez włoskie przedsiębiorstwo Zagato w latach 1974 – 1976.

## Historia i opis modelu

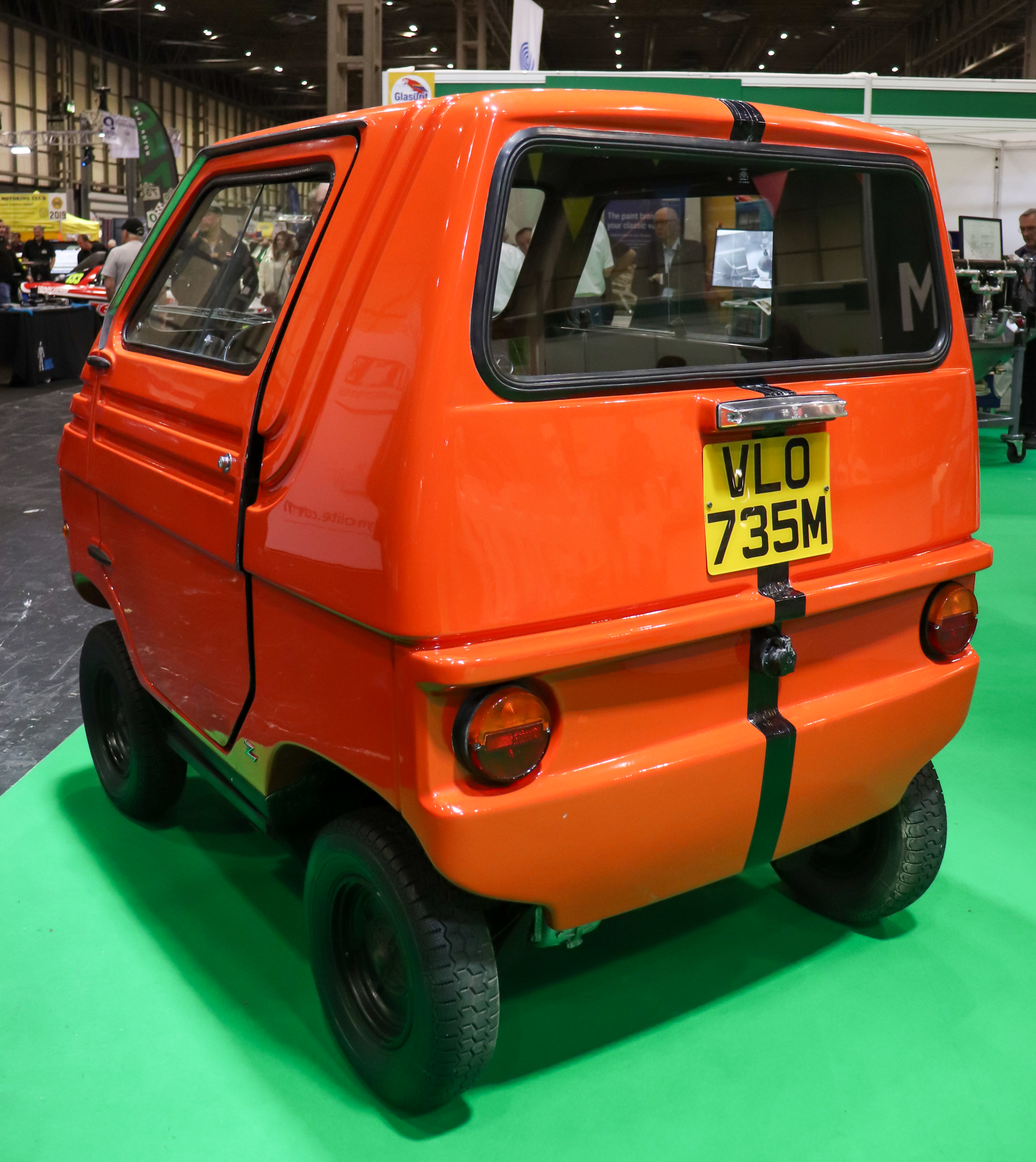
Zagato Zele - tył

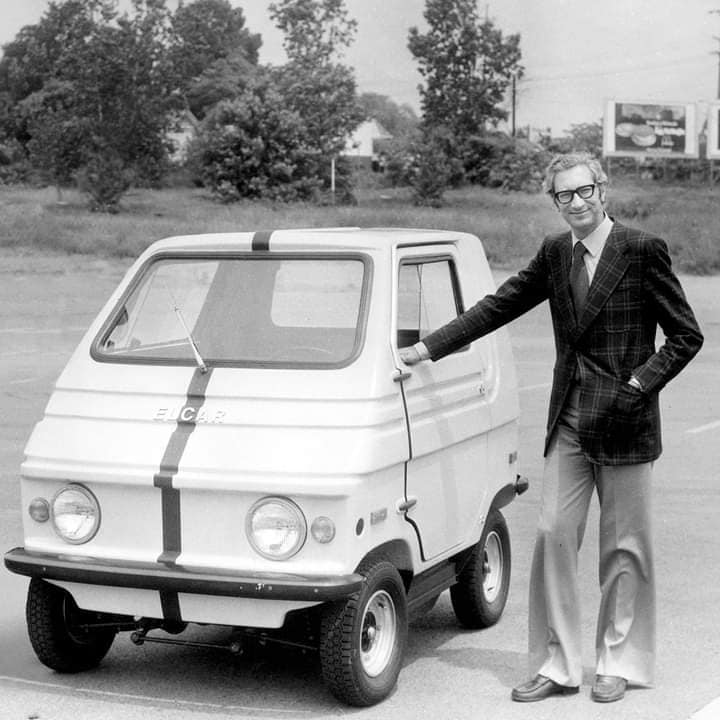
Zagato Zele i Gianni Zagato

Po śmierci założyciela legendarnego studia Zagato w 1968 roku, firma przeszła w ręce jego synów: Gianniego i Elio Zagato. Na początku lat 70. XX wieku nowi zarządzający firmą, budującą głównie samochody na zlecenie podjęli, się eksperymentów z autorskimi konstrukcjami. Podczas targów samochodowych Geneva Motor Show w marcu 1972 roku zaprezentowano prototyp lekkiego samochodu sportowego Zagato Aster, a także wariację na temat mikroskopijnego samochodu elektrycznego do miasta pod nazwą Zagato Zele 1000. W czasie gdy własny samochód sportowy Zagato nie wykroczył poza fazę prototypową, tak Zele spotkało się z entuzjastycznym odbiorem. Wybuch kryzysu paliwowego w 1973 roku zwiększył zainteresowanie mikrosamochodami napędzanymi prądem, co skłoniło braci Zagato do wdrożenia Zele do produkcji seryjnej.
Produkcyjne Zagato Zele zadebiutowało latem 1974 roku, wyróżniając się zupełnie inną koncepcją niż inne modele dotychczas produkowane przez włoską manufakturę samochody. Jednobryłowe, wysokie i wąskie nadwozie zyskało małe okrągłe reflektory i jedną parę drzwi. Samochód oparto na stalowej ramie, na której osadzono bryłę wykonaną z włókna szklanego. Kabina pasażerska zyskała minimalistyczny wystrój dwoma fotelami i ograniczonymi do minimum przełącznikami. Dla oszczędności, zrezygnowano z odsuwanych okien na rzecz uchylanych, z kolei liczne elementy kabiny pasażerskiej i nadwozia zapożyczono ze sklepów z częściami zamiennymi. Płyta podłogowa przejęta została z Fiata 500 i większego 124, z kolei m.in. kolumnę kierownicy i tylne lampy zapożyczono z Lancii Stratos. Nabywcy mieli do dyspozycji 7 różnych kolorów nadwozia.

### Sprzedaż
Elektryczny mikrosamochód Zagato trafił do sprzedaży na rynkach Europy Zachodniej, z czego Wielkiej Brytanii dystrybucją pojazdów zajmował się lokalny producent Bristol. Zele eksportowane było także do Stanów Zjednoczonych, gdzie sprzedawane było pod nazwą Elcar i wzbudziło relatywnie duże zainteresowanie na fali trwającego w połowie lat 70. XX wieku kryzysu paliwowego. W ciągu trwającej nieco ponad 2 lata produkcji włoskie zakłady Zagato w Rho pod Mediolanem opuściło łącznie ok. 500 sztuk elektrycznego mikrosamochodu.

### Dane techniczne
Zagato Zele było pojazdem w pełni elektrycznym, który napędzany był przez niewielki, 1000-watowy silnik elektryczny napędzający tylną oś, który był konstrukcji rodzimej firmy Magnelli. Nietypowym dla elektrycznego napędu było wykorzystanie 3-stopniowej, zautomatyzowanej przekładni biegów. 12-woltowa bateria pozwalała na przejechanie na jednym ładowaniu ok. 60-80 kilometrów, z kolei prędkość maksymalna Zele wynosiła ok. 40 km/h